# Поље (Раша)
Поље (хрв. Polje, итал. Poglie San Giovanni) је насељено место у општини Раша, Истарска жупанија, Хрватска.

## Историја
До територијалне реорганизације у Хрватској било је у саставу старе општине Лабин.

## Становништво
У попису становништва из 2011. године, Поље је имало 25 становника.
| Број становника према пописима | Број становника према пописима | Број становника према пописима | Број становника према пописима | Број становника према пописима | Број становника према пописима | Број становника према пописима | Број становника према пописима | Број становника према пописима | Број становника према пописима | Број становника према пописима | Број становника према пописима | Број становника према пописима | Број становника према пописима | Број становника према пописима | Број становника према пописима |
| ------------------------------ | ------------------------------ | ------------------------------ | ------------------------------ | ------------------------------ | ------------------------------ | ------------------------------ | ------------------------------ | ------------------------------ | ------------------------------ | ------------------------------ | ------------------------------ | ------------------------------ | ------------------------------ | ------------------------------ | ------------------------------ |
| 1857                           | 1869                           | 1880                           | 1890                           | 1900                           | 1910                           | 1921                           | 1931                           | 1948                           | 1953                           | 1961                           | 1971                           | 1981                           | 1991                           | 2001                           | 2011                           |
| 0                              | 0                              | 37                             | 55                             | 36                             | 42                             | 0                              | 0                              | 74                             | 48                             | 46                             | 36                             | 24                             | 19                             | 26                             | 25                             |

Напомена: Године 1857. и 1869. подаци се налазе у насељу Бргод, 1921. у насељу Мост-Раша, а 1931. у насељу Тргет. Од 1880. до 1910. и 1948. исказивано као део насеља.